# 学校

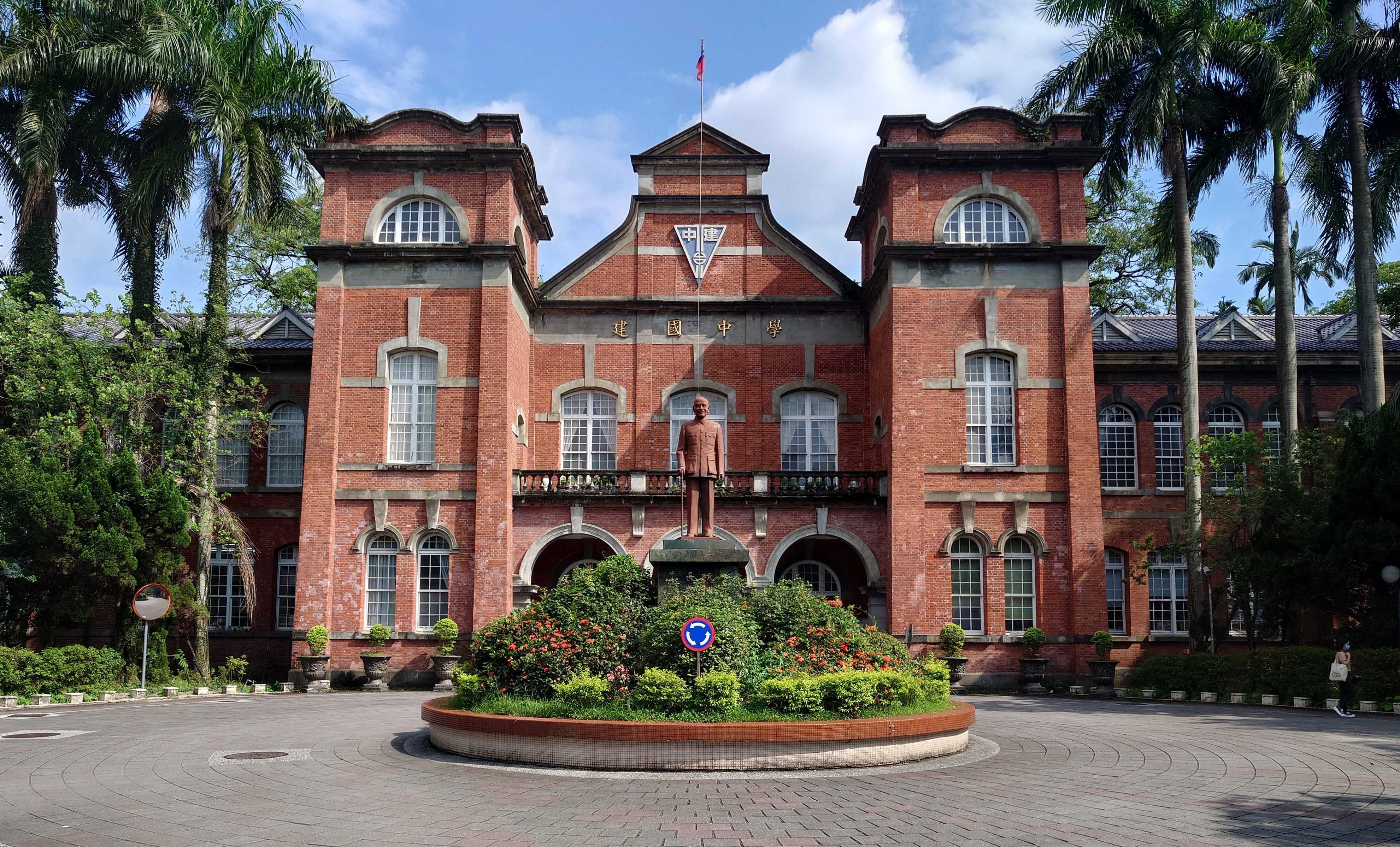
臺北市立建國高級中學

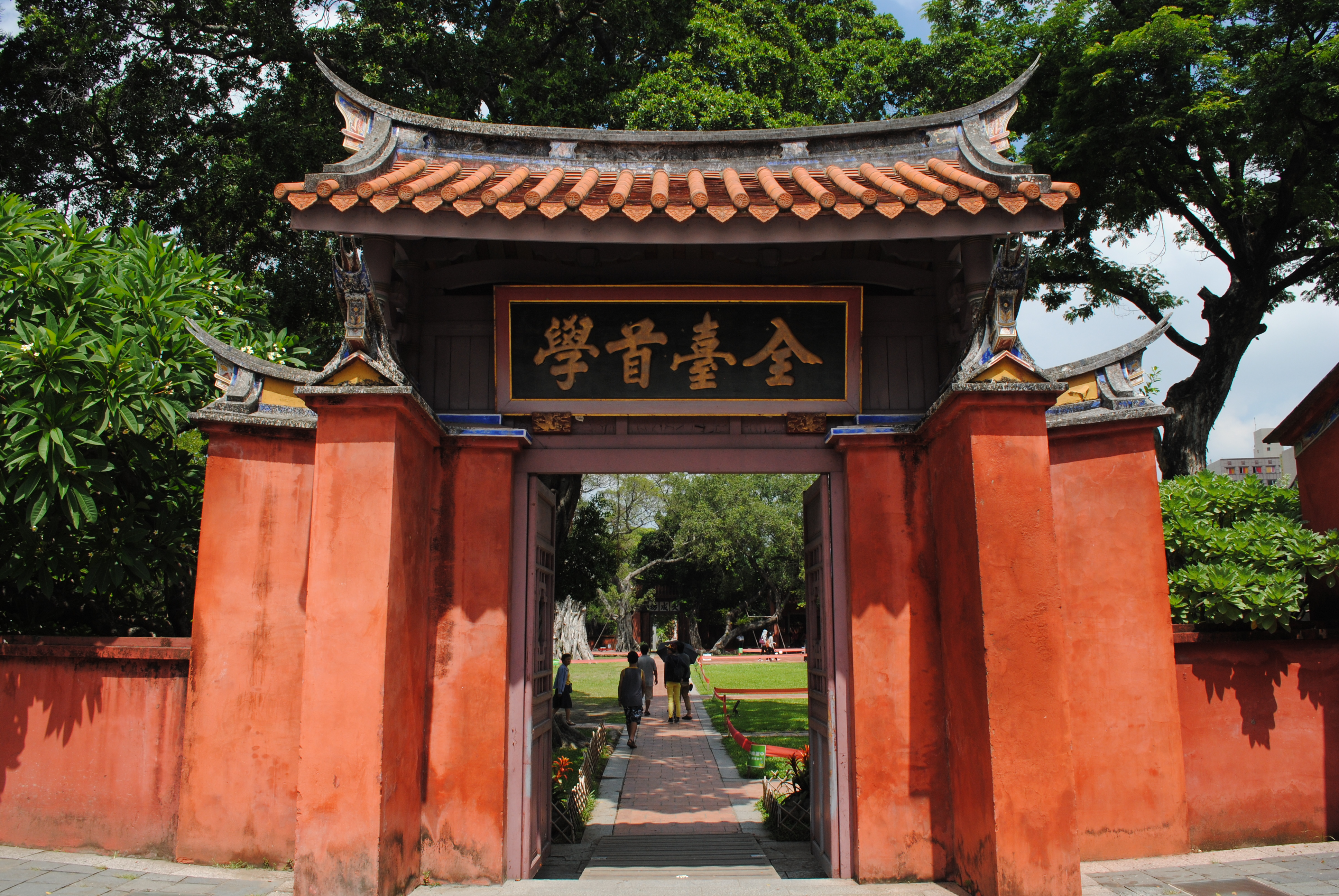
位於臺南市中西區的臺南孔廟，建於明鄭王朝統治時期，清領前期為童生唯一學府，故號稱全臺首學。

学校（或稱學院） 是一種為教師及學生提供教育環境的機構，可以分為政府成立的公立學校及政府核准民間成立的私立學校。學校通過特定的教育方式增進對學生的知識和價值體系，並藉由師生、同儕間的相處與互動，促使學生達成社會化。如今，大部分國家設有正式的教育制度，有時更為國民提供義務教育，且國家常以法律規範學校相關體制。在正式的教育制度下，學生需在不同類型的學校接受教育。這些學校的分類因文化和制度而異，但可以總括為小學、中學和大學。小學一般為兒童而設，提供基本教育。學生在完成小學教育後，通常會就讀中學。最後，提供高等教育的學校可成為「大學」或「專科學校」。
在這些主要學校類型外，在某些國家的學生可能會在小學教育和中學教育的前後在其他學校接受教育。幼兒園和幼稚園為年幼兒童而設，在小學教育前就讀。在完成中學教育後，中學生可選擇就讀大學、職業學校、專科學院或神學院。某些學生可以選擇就讀另類學校，接受有別於主流教學方法和課程的另類教育。
學校也可分為政府營運和私人營運的學校。私立学校通常在政府教育未能夠提供某種教育方法或課程時設立。某些私立學校有宗教背景，在政府未能提供宗教教育時，作出額外教育，如基督教學校、伊斯蘭學校、佛教学校等。為成人而設的學校更提供專門教育，如軍事學校、商學院，等。另類學校更包括在家學校和線上學校等，使教學可以脫離傳統校舍。

## 歷史
位于英国东南部的坎特伯雷，建立於公元597年的国王公学，可能是现存最古老的学校之一；而中国最早的學校，据估计是在周朝。漢朝後逐漸出現太學之類官方辦的學校。

## 學校教育的目的
學校教育的目的隨著時代和政治、文化的不同而有差異。
在中国历史上的周朝，學校辟雍是統治階級培養下一代品格、禮樂、讀寫和軍事技巧的場所。

## 常見的分級
欧洲的一些地区，高级中学（英語：Gymnasium）是中学的一种，入学的学生一般成绩较突出。在德国，十三年级之后（一些地区是十二年级），将完成高级中学学习并参加德国大学入学考试（Abitur）（在奥地利和瑞士称为Matura考试）。
在英国，學校要是指高等教育階段前的教育機構，大致上可以被分为小学（有时进一步区分为幼稚園和小学）和中学。而這些學校是由女王教育检查员（Her Majesty's Inspectorate of Education）這個機構來管理的。
在北美，學校是指所有级别的教育機構，包含以下所有机构：幼稚園、小學、中學（即初级中学，英文称middle school、intermediate school或junior high school，根據招生的學生年齡及地區而定）、高中、學院、大學及研究生院。在美國，从幼稚園到高中的所有學校都是由各州的教育局來监督的。许多早期的美国公立学校都是单间学校，一位老师在一间教室里面教7个年级的学生。20世纪20年代起，单间学校被整理为多教室的学校，越来越多学校提供了校车运送学生。

## 常見的分類
在英國及北美，學校可以是部分或完全自主運作管理的機構，不一定是公立義務教育學校系統的一部份。學校可以專精於某一個領域，例如：經濟學院（如伦敦经济学院）、舞蹈學校或记者学校。也可能基於某類學生而設立，如特殊學校、聾啞人士學校等。

## 批评與替代
在整个20世纪，传统的学校受到广泛的批评。法国社会学家皮耶·布迪厄在他的著述《差别：对品味评价的社会批判》中说明了学校的阶级结构再製機制。
学校（尤其是威權體制教育的學校）被指责对孩子的学习有更多的抑制作用而不是激励作用，这主要是因为它使孩子产生恐惧。一些人更喜歡學生有充份自由的民主學校或其他另類教育，其他人喜欢在家自學，或參與非學校教育機構，而不去上学。

## 動物學校
動物學校是訓練動物的機構，有些學校訓練一般的生活常規，有些則教導專業的導盲技術。

## 校園設施
- 禮堂
- 自修室（可能和圖書館併設）
- 图书馆及閱讀角
- 體育館及操場
- 電腦教室及語言教育室
- 实验室
- 办公室（校长室、教員室、總務部及校務處）
- 會議室
- 校工(交流生)宿舍
- 學生輔導室
- 天台花園
- 福利社
- 舞蹈教室
- 音乐教室
- 美术教室